# Eugene Seneta
Eugene Seneta (né en 1941) est un statisticien australien, professeur émérite à l'École de mathématiques et de statistiques de l'université de Sydney.

## Travaux
Il obtient son doctorat à l'université nationale australienne en 1968 avec une thèse intitulée « Topics in the theory and applications of Markov chains » sous la direction de Patrick Moran.
Eugene Seneta a été professeur à l'École de mathématiques et de statistique de l'Université de Sydney de 1979 jusqu'à sa retraite. Il est connu pour ses travaux sur les matrices probabilistes et non négatives, leurs applications et leur histoire. Il est connu pour le modèle gamma de variance (en) en mathématiques financières (processus Madan-Seneta).
Il s'est également intéressé aux travaux mathématiques de Lewis Carroll.
Il donne en 1965 avec Darroch la définition pour les chaînes de Markov à espace d'états fini des distributions quasi-stationnaires.

## Prix et distinctions
En 2007, Seneta a reçu la médaille Hannan en science statistique, de l'Académie australienne des sciences, pour son travail fondateur en probabilité et statistique; pour son travail lié aux processus de branchement, à l'histoire des probabilités et des statistiques, et à bien d'autres domaines. En 2006 il est lauréat de la médaille Moyal.
En 1998 la Société statistique d'Australie lui décerne la médaille Pitman.
Il est membre élu depuis 1985 de l'Académie australienne des sciences.

## Publications
- E. Seneta (2004). Fitting the variance-gamma model to financial data, Stochastic methods and their applications, J. Appl. Probab. 41A, 177–187.
- E. Seneta (2001). Characterization by orthogonal polynomial systems of finite Markov chains, J. Appl. Probab., 38A, 42-52.
- Madan D, Seneta E. (1990). The variance gamma (v.g.) model for share market returns, Journal of Business, 63 (1990), 511–524.
- P. Hall et E. Seneta (1988). Products of independent normally attracted random variables, Probability Theory and Related Fields, 78, 135-142.
- E. Seneta (1974). Regularly varying functions in the theory of simple branching processes, Advances in Applied Probability, 6, 408–420.
- E. Seneta (1973). The simple branching process with infinite mean, I, Journal of Applied Probability, 10, 206–212.
- E. Seneta (1973). A Tauberian theorem of R. Landau and W. Feller, The Annals of Probability, 1, 1057–1058.